# Friedrich von Unger (Generalmajor)

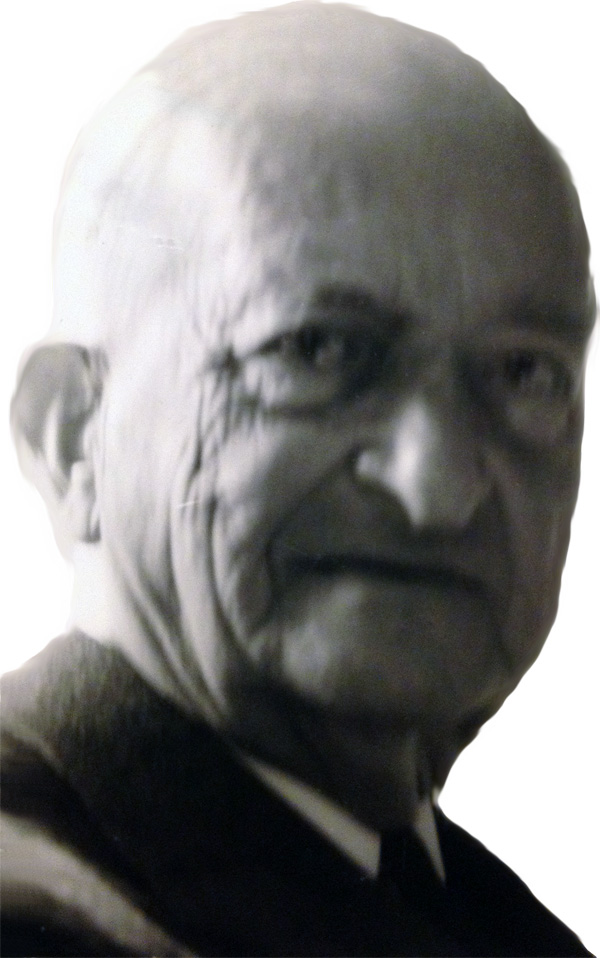
Friedrich von Unger

Goswin Eugen Eduard Eberhard Friedrich von Unger (* 12. Oktober 1885 in Berlin; † 22. Juni 1972 in Celle) war ein deutscher Generalmajor der Wehrmacht im Zweiten Weltkrieg.

## Leben

### Herkunft
Friedrich war der älteste Sohn des späteren preußischen Generals der Kavallerie Wolfgang von Unger (1855–1927) und dessen Ehefrau Alexandra, geborene Edle von Grün (1855–1933).

### Militärkarriere
Unger besuchte das Gymnasium in Karlsruhe und trat am 2. August 1904 als Fahnenjunker in das Königin Augusta Garde-Grenadier-Regiment Nr. 4 der Preußischen Armee ein, wo er ein Jahr später das Leutnantspatent erwarb. Ab 1911 besuchte Unger die Kriegsakademie in Berlin.
Mit dem Gardekorps zog Unger zu Beginn des Ersten Weltkriegs am rechten Heeresflügel durch das neutrale Belgien und führte eine Kompanie seines Regiments im Artois. Nachdem er 1915 zum Hauptmann befördert worden war, war er bei der Erstürmung russischer Stellungen in Galizien, Polen und Russland beteiligt. Im weiteren Verlauf des Krieges war Unger im Hauptquartier des Generalstabs in Bulgarien und Rumänien stationiert. Für sein Verhalten erhielt Unger beide Klassen des Eisernen Kreuzes, das Verwundetenabzeichen in Silber, das Ritterkreuz IV. Klasse des Bayerischen Militärverdienstordens mit Schwertern sowie den Orden vom Zähringer Löwen. Infolge des Versailler Vertrags wurde er unter Verleihung des Charakters als Major am 31. März 1920 aus dem Militärdienst verabschiedet.
Am 1. Februar 1934 trat Unger als E-Offizier und Kommandant eines Grenzschutzregiments in Züllichau und Guben in die Reichswehr ein. Am 1. Oktober 1936 wurde er in den Generalstab des Heeres in Berlin berufen. 1939 wurde er Oberstleutnant/Generalstabsoffizier und Chef des stellvertretenden Generalkommandos des X. Armeekorps Hamburg und Berlin. Anfang Februar 1942 erfolgte dann seine Beförderung zum Oberst im Generalstab; am 1. März 1943 dann die Versetzung in die Führerreserve. Unger wurde neuer Chef des Generalkommandos des XXXIII. Armeekorps in Norwegen. Im Sommer 1944 wurde er Kommandeur der 196. Infanterie-Division in Norwegen. Am 1. August Generalmajor und wieder Chef des Generalkommandos des XXXIII. Armeekorps in Trondheim, Norwegen. Ab 31. März 1945 wurde Unger im Rahmen der Führerreserve als Kampfkommandant in Neuruppin und Ludwigslust eingesetzt.
Unger war Ehrenritter des Johanniterordens.

### Familie
1924 heiratete er Ursula von Rohr, mit der er vier Kinder hatte.